# Soupravový vlak

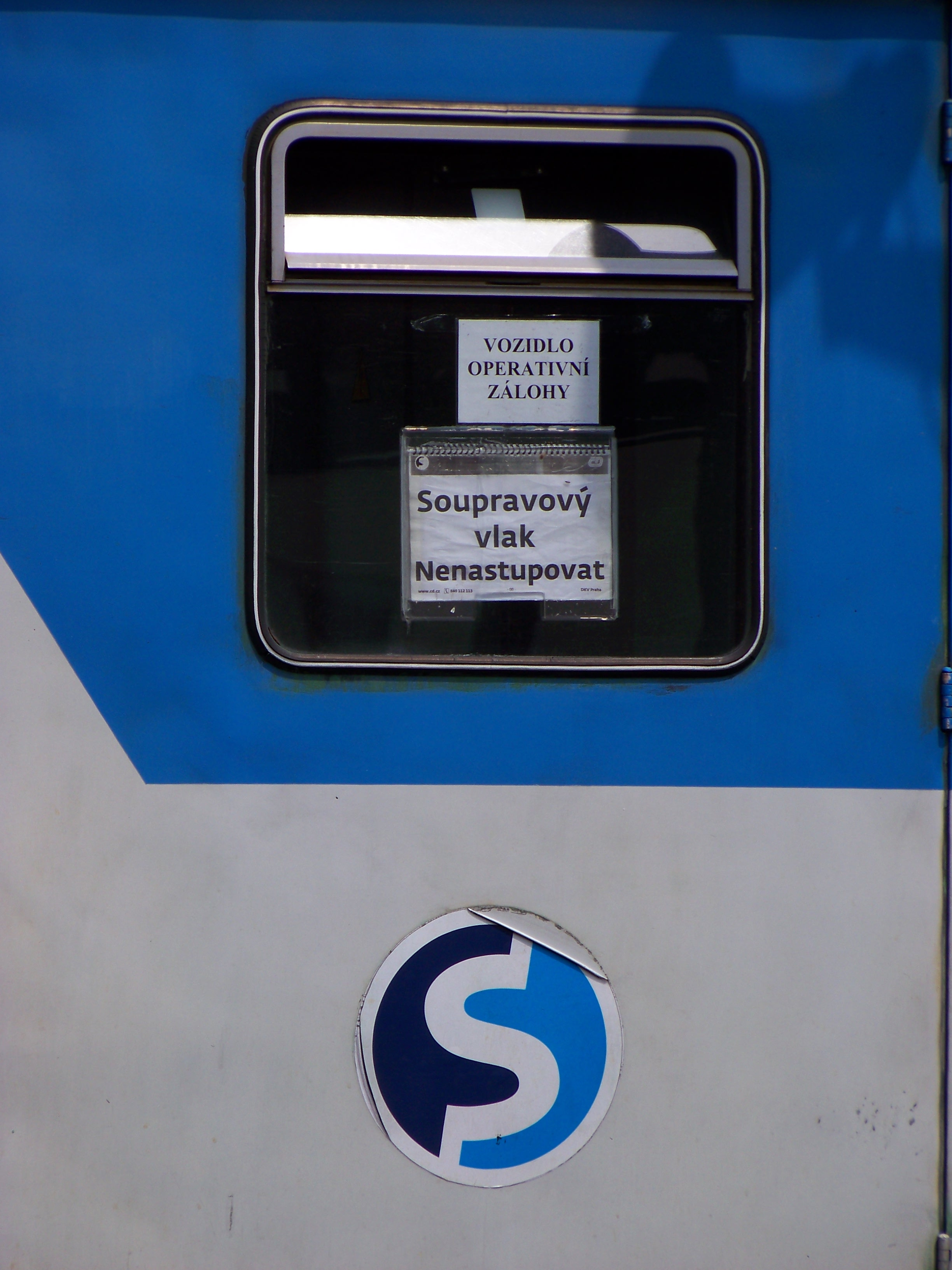
Označení zálohového soupravového vlaku a vyznačení zákazu nastupování

Soupravový vlak (Sv) je na tratích Správy železnic vlak (čímž se rozumí jízda), jenž zajišťuje přepravu prázdných souprav vozů osobní dopravy. Někdy je tato přeprava nazývána manipulační jízda. Vlak obvykle jede z konečné stanice předchozí jízdy (předchozího „vlaku“ vykonávaného toutéž soupravou) na seřaďovací či odstavné nádraží, případně na jinou stanici. Soupravovým vlakem nesmí být přepravováni cestující.